# Клобукар
Клобукар (алб. Kllobukar) је насеље у општини Ново Брдо, Косово и Метохија, Република Србија.

## Становништво
| Демографија | Демографија | Демографија |
| Година      | Становника  | Становника  |
| ----------- | ----------- | ----------- |
| 1961.       | 614         |             |
| 1971.       | 518         |             |
| 1981.       | 479         |             |
| 1991.       | 304         |             |